# Леніна (Оренбурзький район)
Ле́ніна (рос. Ленина) — селище у складі Оренбурзького району Оренбурзької області, Росія.

## Населення
Населення — 1401 особа (2010; 1142 у 2002).
Національний склад (станом на 2002 рік):
- росіяни — 82 %